# Diplotaxis virgata subsp. virgata
Diplotaxis virgata subsp. virgata é uma subespécie de planta com flor pertencente à família Brassicaceae. 
A autoridade científica da subespécie é (Cav.) DC., tendo sido publicada em Syst. Nat. 2: 631 (1821).
O seu nome comum é gizandra.

## Portugal
Trata-se de uma subespécie presente no território português, nomeadamente em Portugal Continental.
Em termos de naturalidade é endémica da Península Ibérica.

## Protecção
Não se encontra protegida por legislação portuguesa ou da Comunidade Europeia.